# Geneva (Illinois)
Geneva é uma cidade localizada no estado americano de Illinois, no Condado de Kane. Está localizada no subúrbio oeste em relação à Chicago.
Geneva faz parte da área informalmente chamada de tri-city, localizada entre St. Charles e Batavia. Esta área viu um rápido crescimento da população desde o final da década de 80 até meados de 2000, durante o movimento de expansão à oeste nos subúrbios de Chicago.

## Demografia
Segundo o censo americano de 2000, a sua população era de 19.515 habitantes.
Em 2006, foi estimada uma população de 23.975, um aumento de 4460 (22.9%).

## Geografia
De acordo com o United States Census Bureau tem uma área de
22,3 km², dos quais 21,8 km² cobertos por terra e 0,5 km² cobertos por água. Geneva localiza-se a aproximadamente 213 m acima do nível do mar.

## Localidades na vizinhança
O diagrama seguinte representa as localidades num raio de 12 km ao redor de Geneva.